# Зеруаль, Ламин
Лами́н Зеруа́ль (араб. اليمين زروال‎; бербер. Lyamin Ẓerwal; род. 3 июля 1941[…], Батна) — 4-й президент Алжира с 31 января 1994 до 27 апреля 1999.

## Биография
Родился 3 июля 1941 года в городе Батна, входившем в состав французской колонии Алжир. В 16 лет он под влиянием царивших в Северной Африке антиколониальных настроений вступил в Национальную освободительную армию. После провозглашения независимости в 1962 году Зеруаль учился в военных училищах в Москве (окончил в 1965 году) и Париже (окончил в 1974 году). Вернувшись на родину, он стал продвигаться по карьерной лестнице, командовал ВВС Алжира, руководил военным училищем в Батне. Затем Зеруаль командовал войсками Таманрассетского ВО (1982), на марокканской границе (1984), в Константине (1987). В 1988 году ему было присвоено звание генерала. В 1989 году Зеруаль был назначен командующим сухопутными войсками страны, однако из-за разногласий с президентом Шадли Бенджедидом он покинул этот пост. В 1990—1991 годах он был послом Алжира в Румынии.
Во время отсутствия Зеруаля в Алжире началась гражданская война между правительством и исламскими фундаменталистами (организации Исламский фронт спасения, Вооружённая исламская группа и другие). В январе 1992 года военные свергли президента Бенджедида, управление страной взял верховный совет из восьми человек, Зеруаль вскоре вошёл в совет, был назначен министром обороны, а в 1993 году — избран главой совета и фактически главой государства.
Первым делом Зеруаль пообещал остановить кровопролитие и призвал исламских фундаменталистов в диалогу. Из-за бедственного положения экономики, правительство отменило субсидии на основные товары. Эта непопулярная мера ещё больше склонила народные симпатии в сторону исламистов. В стране не прекращались террористические акции и следовавшие за ними репрессии. В ноябре 1995 года в Алжире прошли президентские выборы, которые бойкотировались многими партиями, поэтому Зеруаль практически без борьбы одержал победу, набрав 61 процент голосов. После выборов Зеруаль провёл ряд реформ, способствовавших укреплению власти главы государства. В 1996 году были внесены изменения в конституцию, ослабившие позиции парламента, треть которого стал назначать президент.
В сентябре 1998 года Зеруаль неожиданно объявил о своей отставке за два года до истечения его президентского срока. Среди возможных причин этого поступка назывались ухудшение здоровья президента и нежелание продолжать борьбу в затянувшейся гражданской войне. На внеочередных президентских выборах, прошедших 15 апреля 1999 года, победу одержал Абдель Азиз Бутефлика.